# Nicole Faust
Nicole Faust (* 24. November 1973) ist eine ehemalige deutsche Ruderin, die 1997 und 1998 Weltmeisterin im Leichtgewichts-Doppelvierer wurde.
1996 wurde Faust Deutsche Vizemeisterin im letztmals ausgetragenen Leichtgewichts-Vierer ohne Steuerfrau. Diesen Erfolg wiederholte sie 1997 im Leichtgewichts-Doppelvierer, der diese Bootsklasse ersetzte. Anschließend wurde sie gemeinsam mit Christiane Brand, Christine Morawitz und Gunda Reimers  für die Weltmeisterschaften in Aiguebelette nominiert, wo die Mannschaft den ersten Weltmeistertitel im leichten Frauen-Doppelvierer errang.
Auch im folgenden Jahr startete Faust, die bei den Deutschen Meisterschaften im leichten Einer Bronze gewonnen hatte, im Leichtgewichts-Doppelvierer bei den Weltmeisterschaften. Zusammen mit Anna Kleinz, Morawitz und Bugfrau Valerie Viehoff wurde sie in Köln erneut Weltmeisterin.
1999 gewann sie erneut Meisterschafts-Bronze im leichten Einer und siegte im Leichtgewichts-Doppelvierer, nahm aber nicht an den Weltmeisterschaften in St. Catherines teil.
Faust, die für die RG Wetzlar 1880 startete, beendete anschließend ihre Karriere.

## Internationale Erfolge
- 1997: 1. Platz Weltmeisterschaften im Leichtgewichts-Doppelvierer
- 1998: 1. Platz Weltmeisterschaften im Leichtgewichts-Doppelvierer